# Landdag van Porvoo

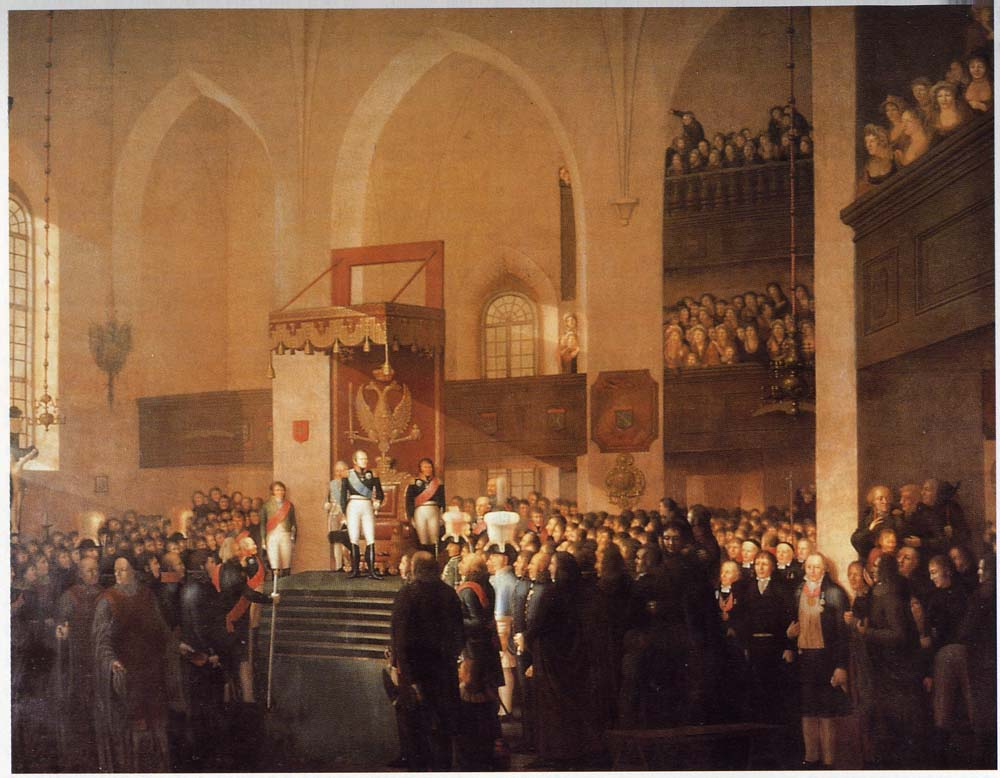
De zitting wordt geopend door Alexander I

De Landdag van Porvoo (Fins Porvoon maapäivät; Zweeds Borgå landtdag) was de wetgevende vergadering in 1809 voor de oprichting van het Grootvorstendom Finland en de vestiging van de bevoegdheden van de Zweedse Statenrijksdagen (Ståndsriksdagen). De zitting duurde van maart tot juli 1809.

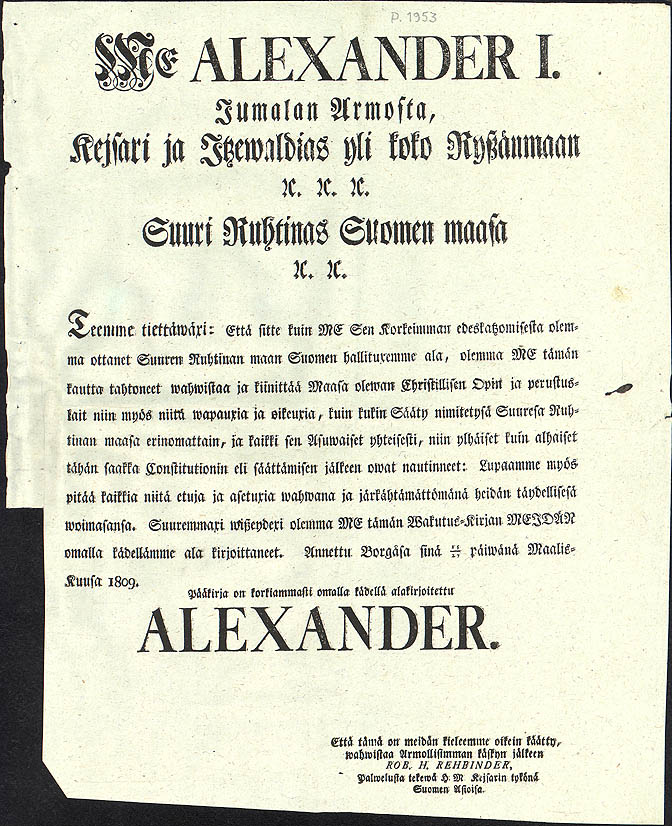
De koninklijke declaratie, geschreven in Fins

Tijdens de Finse Oorlog tussen Zweden en Rusland (1808-1809) werden van 25 maart tot 19 juli 1809 de vier Staten (geestelijkheid, adel, burgerij, boerenstand) in het door Rusland bezette Finland samengeroepen in Porvoo door tsaar Alexander I, de nieuwe Grootvorst van Finland. Het centrale evenement was de eedaflegging van de Staten in de Domkerk van Porvoo op 29 maart waarbij de Staten de eed van trouw aflegden aan de tsaar als Grootvorst van Finland en de grondwet en regeringsvorm ongewijzigd lieten. Alexander I van zijn kant beloofde om Finland te besturen volgens de wetten van het land en de Finnen hun eigen rechten en geloof liet behouden. Hierbij wordt verondersteld dat de keizer de Zweedse grondwet uit 1772 als de grondwet van Finland bevestigde, hoewel het ook kan worden geïnterpreteerd als het respecteren van de bestaande codes en statuten.
Er werd afgesproken dat de landdag opnieuw zou worden bijeengeroepen nadat de Finse oorlog, die Finland scheidde van Zweden, was afgerond. Op 17 september van hetzelfde jaar werd het conflict beëindigd met de Vrede van Fredrikshamn maar het zou nog vijf decennia duren voordat de Finse Staten opnieuw zouden worden bijeengeroepen.
Tijdens de opkomst van het Finse nationalisme later in de 19e eeuw, werd beweerd dat de vergadering impliceerde dat er een verdrag door de Staten was ondertekend tussen Finland en Rusland. Volgens Emeritus-professor Jussila van de universiteit van Helsinki is het waar dat Alexander zei dat Finland tot de status van natie tussen naties was verheven, maar de claim van een verdrag tussen gelijken was eenvoudigweg een middel dat was uitgevonden in de politieke realiteit van de strijd voor onafhankelijkheid.

## Deelnemers
- Adel: 75 afgevaardigden onder voorzitterschap van landmaarschalk graaf Robert Wilhelm De Geer. Van de 205 adellijke families waren er 130 niet afgevaardigd en enkel 15 waren er aanwezig op de openingsceremonie.[2]
- Geestelijkheid: 8 afgevaardigden onder voorzitterschap van de bisschop van Turku, Jacob Tengström
- Burgerij: 20 afgevaardigden onder voorzitterschap van de koopman Kristian Trapp uit Turku. Het merendeel van de afgevaardigden waren kooplieden.[2]
- Boerenstand: 31 afgevaardigden onder voorzitterschap van Pehr Klockars uit Uusikaarlepyy.